# Royaume de Vientiane
1707–1828
Entités précédentes :
- Lan Xang

Entités suivantes :
- Siam

Le royaume de Vientiane est l'un des trois petits Etats (avec ceux de Luang Prabang et  Champassak) qui se sont constitués lors du démembrement du royaume de Lan Xang en 1707. Il avait pour capitale Vientiane.

## Histoire
Le royaume de Vientiane devient indépendant à partir de 1707. Son origine est liée au prince Somphou, frère du roi Surinyavongsa exilé par lui à la cour de Hué. Son fils Sai Ong Hué avec l'appui des Vietnamiens s'insurge contre l'usurpation du gendre du roi, Tian Thala (1694-1696).
Il doit ensuite faire face aux héritiers légitimes, petit-fils du roi ; Kingkitsarath et Inthason qui s'établissent comme souverains indépendants à Luang Prabang. Sai Ong Hué se trouve réduit à Vientiane. Le royaume est d'abord vassal de la Birmanie (1765-1778) avant de devenir celui du Siam qui l'annexe finalement en 1828

## Liste des rois
- 1700-1730 : Sai Ong Hué ou Setthathirath II fils du prince Somphou (frère de Surinya Vongsa).
- 1730-1767 : Ong Long son fils occupe Luang Prabang en 1754-1757.
- 1767-1778 et 1780-1781 : Ong Boun ou Setthathirath III fils de Sai Ong Hué ; déposé
- Interregne 1778-1780 : occupation siamoise.
- 1781-1795 : Nanthesan ou Chiêu Nan, son fils aîné
- 1795-1805 : Inthavong ou  Chiêu Ấn  ou  Setthathirath IV, son frère occupe Luang Prabang en 1791-1796.
- 1805-1828 : Anurath / Anuruth ou Chao Anou, Setthathirath V, son frère, déposé ; mort à Bangkok en 1835.

## Source
- (en) & (de) Peter Truhart, Regents of Nations, K.G Saur Münich, 1984-1988  (ISBN 359810491X), Art. « Laos », Period of Tripartition/ Periode der Dreiteilung  Vien Chang p.  1740.